# Jaroslav Procházka (chirurg)
Jaroslav Procházka (15. ledna 1913 Kolín – 29. prosince 2003 Hradec Králové) byl český chirurg se specializací na plicní, srdeční či obecně hrudní chirurgii.

## Studia a profesní život

### Studia a vojenská služba
Narodil se v Kolíně, kde také absolvoval gymnázium ukončené maturitou v roce 1932. Následně šel studovat lékařství, nejprve na Lékařskou fakultu Masarykovy univerzity v Brně, odkud v roce 1935 přestoupil na Lékařskou fakultu Univerzity Karlovy v Praze. Promoval 3. března 1938.
V dubnu 1938 byl povolán do prezenční vojenské služby a nastoupil do šestiměsíční školy důstojníků zdravotnictva a lékárnictva v záloze v Praze. Po jejím ukončení byl přidělen na chirurgické oddělení vojenské Sborové nemocnice v Terezíně. Tam jej také zastihly události podzimu 1938 (tzv. druhá mobilizace a ztráta pohraničí v důsledku Mnichovské dohody). Poté sloužil ve středočeských Pečkách a ve východočeském Náchodě, kde také jeho služba v roce 1939 předčasně skončila.

### Působení v Hradci Králové
Po ukončení vojenské služby spojil zbytek života s východočeským Hradcem Králové. Zaujalo jej totiž dobré renomé chirurgie v tomto městě. V roce 1939 byl přijat na chirurgické oddělení tehdejší Všeobecné veřejné okresní nemocnice, které vedl Jan Bedrna, díky němuž bylo pracoviště vysokou úroveň blížící se univerzitním klinikám. Zpočátku bylo Procházkovo místo nehonorované – nastoupil v pozici bezplatného externího lékaře. Placenou práci jemu a dalším nově příchozím kolegům nemohl Bedrna poskytnout, a tak jim alespoň zajistil bezplatné ubytování a stravování. Po měsíci přiznala správní rada nemocnice externistům plat 300 korun měsíčně a po roce dokonce 600 korun měsíčně.
Procházkova pozice rychle rostla. Brzy se stal placeným externistou a po dalším půl roce byl již sekundárním lékařem. Když v listopadu 1945 vznikla Lékařská fakulta Univerzity Karlovy v Hradci Králové a okresní nemocnice se proměnila ve fakultní, Procházka již jako odborný asistent (od 1946) a přední člen Bedrnova chirurgického týmu se zaměřil na obor hrudní chirurgie. Své znalosti si rozšířil během studijního pobytu na odborných lékařských pracovištích ve Skandinávii (Dánsku, Švédsku a krátce i Norsku). Po návratu věnoval hlavní úsilí právě hrudní chirurgii a stal se průkopníkem (a učitelem) plicní chirurgie a později i kardiochirurgie. V roce 1948 začal provádět resekce plic preparační technikou, čímž se stal zakladatelem moderní plicní chirurgie v Československu. V roce 1952 byl habilitován a stal se docentem. V roce 1954 byla publikována jeho monografie Resekce plic, která byla základní učebnicí dvou generací plicních chirurgů.
Procházka se v té době už výrazněji věnoval i kardiochirurgii, která se stala jeho hlavní specializací na další dekády. Jeho prvním intrakardiálním výkonem byly operace stenózy plicnice v roce 1952. Od roku 1953 operoval i mitrální stenózy a děti s koarktacemi aorty. Od roku 1956 praktikoval i spojkové operace dle Blalocka u Fallotovy tetralogie.
Když v roce 1956 zemřel akademik Bedrna, uvolněné místo přednosty chirurgické kliniky převzal právě Jaroslav Procházka (tehdy ještě docent) a pokračoval v díle svého učitele. V pozici přednosty působil více než 20 let – v letech 1956–1979. Až v té době mu bylo opět dovoleno vycestovat do zahraničí na studijní cesty a odborné konference. Chirurgická klinika v Hradci Králové se stala jedním z nejvýznamnějších pracovišť svého druhu v celém Československu. Vrcholem se stala operace srdce v mimotělním oběhu. Uskutečnil ji 17. července 1958 právě Procházka, a to jako druhý v Československu, jen půl roku prof. Navrátilovi v Brně. Ve stejném roce (1958) byl jmenován řádným profesorem chirurgie. Mezi jeho další významné operace patří: uzavření defektu mezisíňového septa na zavřeném srdci (1957), první otevřená mitrální komisurotomie (1962), první plastika nedomykavého mitrálního ústí (1964) a implantace mitrální i aortální umělé (mechanické) srdeční chlopně (1966). Za celý život prof. Procházka podle svého odhadu uskutečnil přibližně 12 000 operací. Jeho odborné postavení ilustruje i to, že vykonával funkci předsedy Československé chirurgické společnosti (1969–1971) a České chirurgické společnosti (1969–1973).
Na Lékařské fakultě Univerzity Karlovy v Hradci Králové působil od jejího založení v roce 1945. Řadu let byl vedoucím katedry chirurgie a později byl jmenován emeritním profesorem fakulty. Rozsáhlá byla i jeho organizační odborná činnost. Zastával funkci hlavního odborníka ministerstva zdravotnictví pro chirurgii, člena předsednictva Vědecké rady ministerstva zdravotnictví a byl i krajským chirurgem Východočeského kraje. Pomáhal rozvíjet moderní kardiochirurgii i v jiných státech. Výsledky své práce shrnul ve více než 300 odborných publikacích.
V letech 1951–1958 byl mimo jiné i důstojníkem vojenské zdravotnické služby na hradecké Vojenské lékařské akademii. Z pozice zastávané funkce na akademii, v níž se proměnila hradecká lékařská fakulta, byl aktivován v hodnosti podplukovníka. Procházka tak kromě jiného patřil k předním osobnostem vojenského medicínského školství, když se zasloužil o profesní přípravu budoucích vojenských lékařů a u řady z nich pak o jejich chirurgickou profilaci a odborný růst.
Pomáhal i v rozvoji dalších kardiochirurgických pracovišť, mj. v někdejším východním Německu. Počátkem 70. let 20. století založil v Kuvajtu první kardiochirurgické centrum s mimotělním oběhem na Arabském poloostrově. Pomáhal i při budování dětského kardiochirurgického pracoviště v Praze-Motole.
Byl jedním z prvních signatářů Dvou tisíc slov.

## Ocenění
Prof. Procházka byl nositelem řady domácích i zahraničních vyznamenání a ocenění:
- Zlatá medaile Univerzity Karlovy za jeho profesionální i lidské hodnoty
- Cena Josefa Hlávky za celoživotní dílo
- Cena J. E. Purkyně za rok 2002 (nejvyšší vyznamenání České lékařské společnosti J. E. Purkyně)
- Maydlova medaile České chirurgické společnosti
- Zlatá medaile Vojenské lékařské akademie J. E. Purkyně (1997) za přínos v oblasti vojenského zdravotnictví
- Cena Františka Ulricha
- Čestné občanství města Hradce Králové[3][5]

## Osobní život a rodina
O svém osobním i pracovním životě napsal dvě biografie: Ze vzpomínek chirurga (1989) a Vzpomínky hradeckého chirurga (2002). Jeho druhá manželka, doc. MUDr. Jitka Procházková, dcera hradeckého lékaře Ladislava Vančury, je pak autorkou monografie Jaroslav Procházka, chirurg (2006).
Procházkovým přítelem byl medailér Milan Knobloch, který vytvořil i medaili s jeho portrétem.